# Radomer-Kielcer Cajtung
Radomer-Kielcer Cajtung (dosł. Gazeta Radomsko-Kielecka) – żydowska gazeta wydawana w latach 1928–1929 w Radomiu.
Tygodnik ten był wydawany przez adwokata Abrama Salbego i nawiązywał do tradycji Radomer Cajtung wydawanej w latach 1922–1925 przez działacza syjonistycznego Pinkusa Fogelmana.